# Carl Bergman (grosshandlare)
Carl August Bergman, född 10 juli 1861 i Göteborg, död 17 juli 1932, var en svensk grosshandlare.
Han var son till grosshandlaren Mauritz Bergman och Hedda Westfelt, och var gift med sjökaptensdottern Emma-Karin Aaris.
Carl Bergman genomgick Göteborgs handelsinstitut och genomförde sin praktik i Tyskland och England på 1880-talet. År 1882 anställdes han på firman Clarholm & Bergman; 1886 blev han prokurist och tre år senare delägare i firman. År 1906 blev han ledamot i Handelskammaren i Göteborg. Bergman hade flera styrelseuppdrag, bland annat i Göteborgs sparbank, Göteborgs Frihamns AB och i Julius Lindströms stiftelse.
Makarna Bergman är begravda på Östra kyrkogården i Göteborg.